# Теорема Пестова — Ионина

Теорема Пестова — Ионина — классическая теорема дифференциальной геометрии плоских кривых, обобщение теоремы о четырёх вершинах.
Теорема сформулирована Абрамом Ильичом Фетом, доказана Германом Гавриловичем Пестовым, его доказательство существенно упрощено Владимиром Кузьмичём Иониным.
Для выпуклых кривых результат был известен существенно раньше.

## Формулировка
Любая область плоскости, ограниченная гладкой замкнутой кривой с кривизной не более 1, содержит круг радиуса 1.

Четыре соприкасающиеся окружности лежащие по одну сторону от данной замкнутой кривой.

## Вариации и обобщения
- Из доказательства Пестова и Ионина следует более сильное утверждение: для любой простой гладкой замкнутой регулярной кривой на плоскости существуют две точки соприкасающаяся окружность в которых содержится в замкнутой области внутри кривой; также существуют две точки соприкасающаяся окружность в которых содержится во внешней замкнутой области кривой.
  - Точки в которых соприкасающаяся окружность лежит по одну сторону от кривой являются вершинами кривой, а значит приведённое утверждение является усилением теоремы о четырёх вершинах.[3]

- Аналогичный результат в пространстве не верен, а именно существуют вложения сферы с главными кривизнами, не превосходящими 1 по абсолютной величине, такие, что ограниченная ею область не содержит шара радиуса 1.[4]